# Квады

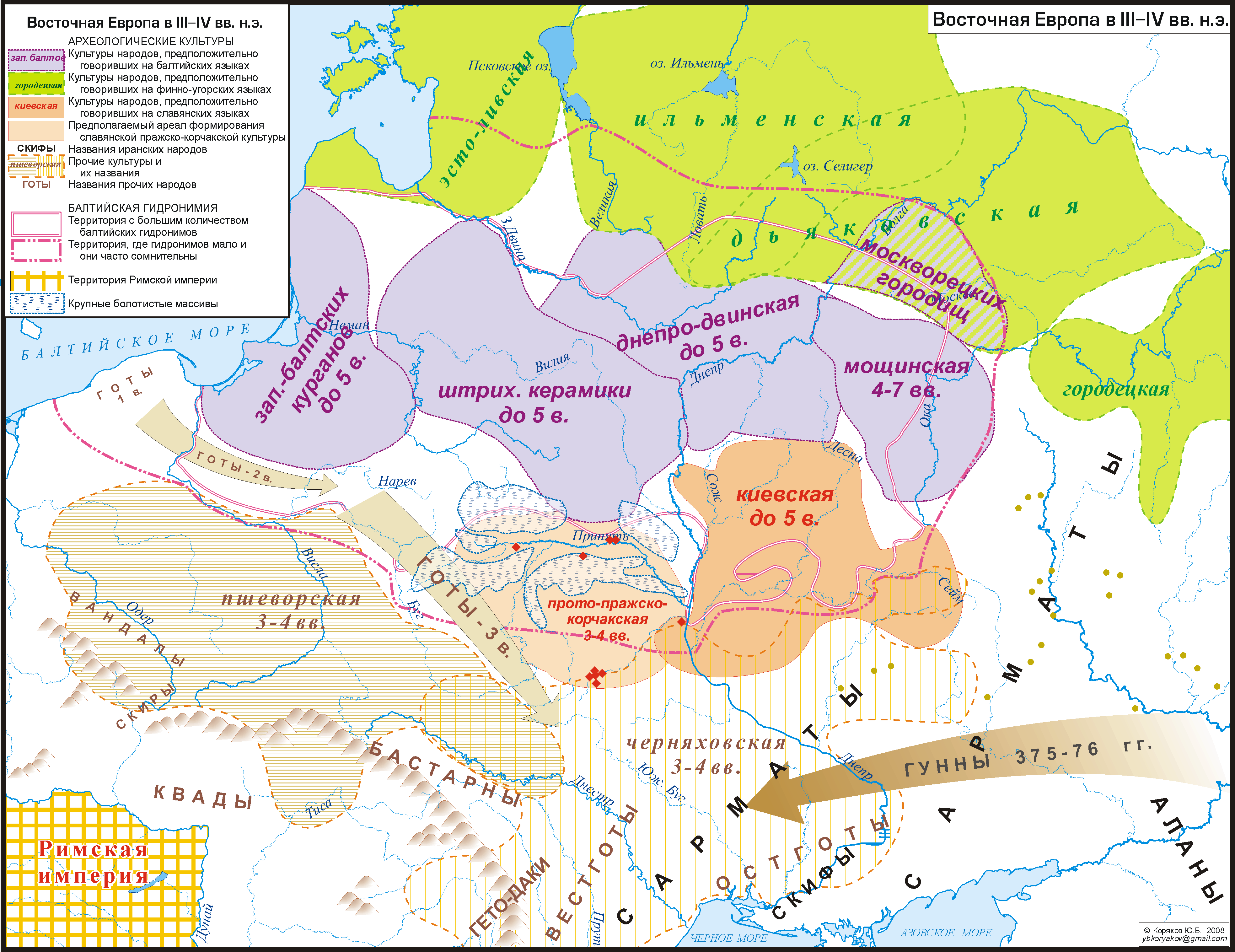
Квады на Среднем Дунае

Квады (лат. Quadi) — древнегерманское племя из племенного объединения свевов, жившее в I в. до н. э. вдоль Майна, а с начала н. э. до VI века н. э. к северу от среднего течения Дуная, а также по верховьям Эльбы и Одера — на территории нижней Австрии, Моравии, Западной Словакии и Северной Венгрии.
Квады были союзниками маркоманов, входили в состав царства Маробода, в 166—180 гг. н. э. участвовали в Маркоманской войне с Римом. Они были разбиты римлянами и признали господство Рима.
В начале V века часть квадов вместе с вандалами переселилась в Испанию, основав на северо-западе Пиренейского полуострова своё королевство. В 585 г. оно было завоёвано вестготами. В Испании квадов иногда называют квадо-свевами, а их королевство — свевским.